# Tolosa Nurgi
Tolosa Nurgi (ur. 29 marca 1994) – etiopski lekkoatleta specjalizujący się w biegu na 3000 metrów z przeszkodami.
Brązowy medalista juniorskich mistrzostw Afryki w Bambous (2013). Dwa lata później zajął 15. miejsce podczas mistrzostw świata w Pekinie. Srebrny medalista mistrzostw Afryki w Durbanie (2016).
Rekord życiowy: 8:21,33 (2 czerwca 2016, Rzym).

## Osiągnięcia
| Rok  | Impreza                     | Miejsce | Lokata      | Wynik   |
| ---- | --------------------------- | ------- | ----------- | ------- |
| 2013 | Mistrzostwa Afryki juniorów | Bambous | 3. miejsce  | 8:55,4h |
| 2015 | Mistrzostwa świata          | Pekin   | 15. miejsce | 8:44,81 |
| 2016 | Mistrzostwa Afryki          | Durban  | 2. miejsce  | 8:22,79 |